# Forfait Navigo Solidarité

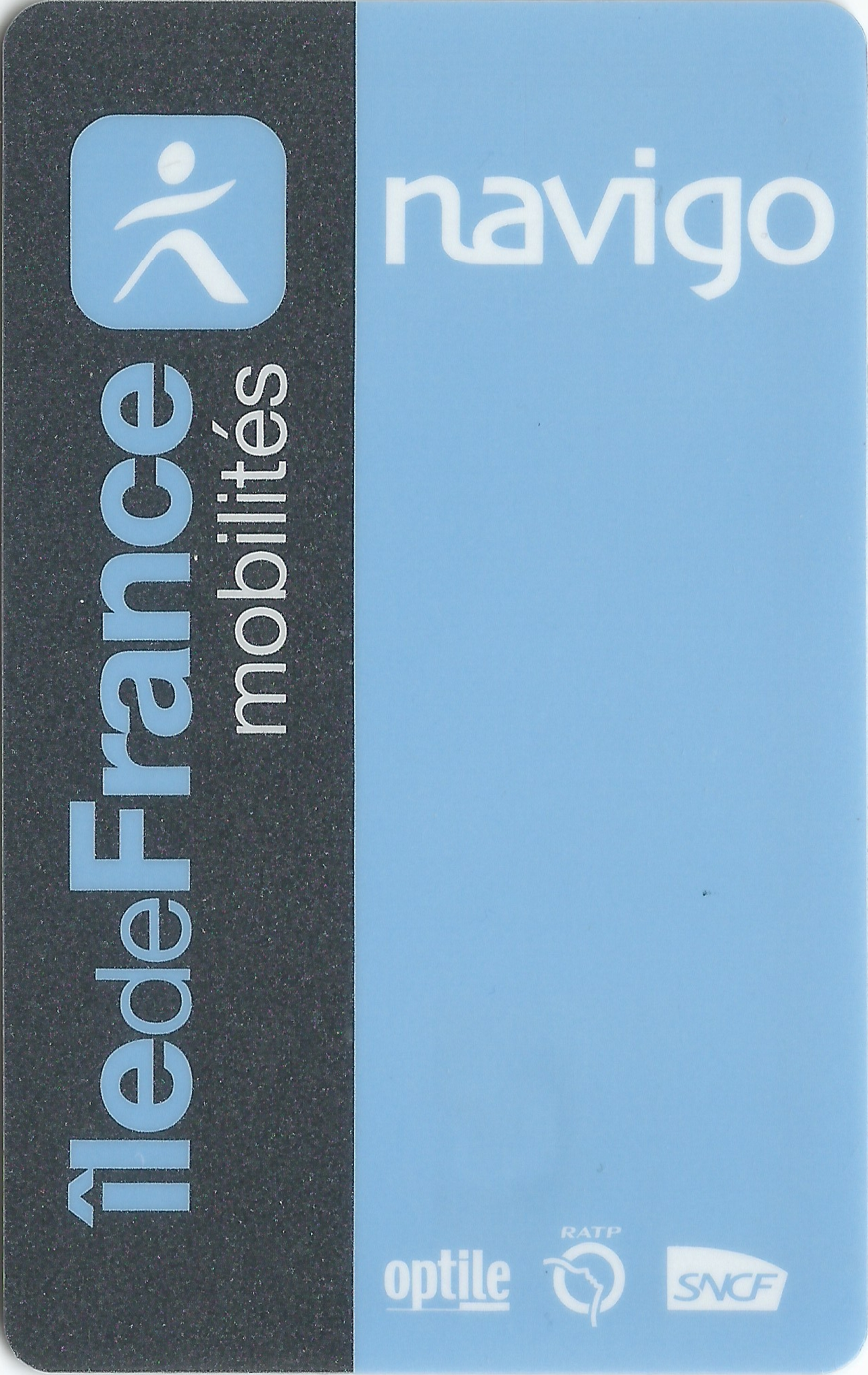
Les forfaits Solidarité nécessitent une carte Navigo.

Le forfait Navigo Solidarité est un forfait de réduction dans les transports en commun de la région Île-de-France et de certaines villes ou départements de France, accessible aux personnes en situation de précarité.

## Description
Le forfait Navigo Solidarité est accessible aux bénéficiaires de la « complémentaire santé solidaire » (CSS), de l'aide médicale d'État (AME, décision remise en cause en janvier 2016 par une nouvelle majorité régionale puis annulée en janvier 2018 par le tribunal administratif de Paris) ainsi qu'aux chômeurs bénéficiaires de l'allocation de solidarité spécifique (ASS), aux bénéficiaires du revenu de solidarité active (RSA) et aux porteurs d'une carte de l'Office national des combattants et des victimes de guerre (ONAC).
la tarification varie selon la situation :
- Bénéficiaires du RSA, de l'ASS et de la CSS sans participation financière et d'une carte ONAC (sauf cartes à une seule barre bleue) : Tarification « Solidarité gratuité » (sauf sur l'Orlyval) ;
- Bénéficiaires de la CSS sans participation financière ou de l'ASS seule : Tarification « Réduction Solidarité 75 % » ;
- Bénéficiaires de l'AME, titulaires d'une carte de l'ONAC à une seule barre bleue et d'une carte d'invalidité portant la sur-mention « BA/Cécité »[4] : Tarification « Réduction Solidarité 50 % ».

Les réductions s'appliquent sur les forfaits mensuels et hebdomadaires et nécessitent une carte Navigo et permettent l'achat à tarif réduit de carnets de tickets t+ ou du billet origine-destination et ce à l'unité ou en carnet).
Les accompagnent peuvent aussi bénéficier des réductions dans la plupart des cas, voire de la gratuité,.
En janvier 2009, 197 000 personnes bénéficient du forfait gratuité, et 335 000 de la réduction solidarité transport. En novembre 2010, leur nombre atteignait respectivement 254 823 et 332 836 personnes. Les bénéficiaires de la réduction et de la gratuité se concentrent dans la zone centrale de l'agglomération parisienne, un sur quatre habitant le département de la Seine-Saint-Denis. Plus de la moitié sont des adultes vivant seuls, avec une moyenne d'âge de 33 ans en 2010.

## Histoire
Le coupon de gratuité valable sur l'ensemble du réseau francilien est délivré depuis le 31 mars 2007 aux allocataires du RSA et aux membres de leur foyer, soit environ 350 000 personnes selon les estimations officielles. Ce coupon est nominatif et strictement personnel, le nom de l'allocataire figurant dessus. Lors d'un contrôle, il devait être présenté avec la Carte Solidarité Transport correspondante. Le coupon est envoyé trimestriellement en complément de la carte. 
À partir du printemps 2008, les forfaits gratuité sont progressivement migrés sur carte Navigo avec abandon du système de coupon, au fur et à mesure des renouvellements des cartes solidarité transport, avec un rechargement trimestriel de la carte au guichet ou sur un automate après traitement de la déclaration trimestrielle de ressources par la Caisse d'allocations familiales (CAF).
La mesure a été étendue aux bénéficiaires de l'ASS bénéficiant également de la CMU complémentaire ainsi qu'aux bénéficiaires de l'API en décembre 2008, soit environ 60 000 personnes.
La mise en place de la gratuité décidée et financée par le Conseil régional d'Île-de-France a fait l'objet de nombreuses polémiques, tant de l'opposition de droite que de certaines associations d'aide aux exclus voire de certains membres de la majorité régionale de gauche, quant au coût du dispositif pour le contribuable, estimé à 87 millions d'euros annuels, l'opposition régionale critiquant, pour sa part, « une mesure d'assistanat n'encourageant pas à la reprise d'un emploi ».
Depuis la mise en place du revenu de solidarité active (RSA), les droits à gratuité ont été étendus par le Syndicat des transports d'Île-de-France (devenu Île-de-France Mobilités) aux personnes percevant jusqu'à 135 % du montant forfaitaire du RSA socle, équivalent à celui du RMI qu'il remplace.